# Richetta Manager
Richetta Manager (* November 1953 in Muskogee, Oklahoma; † 15. Januar 2024 in Wiesmoor, Ostfriesland) war eine US-amerikanische Opern- und Jazz-Sängerin.

## Leben
Richetta Manager wuchs in Kansas in einer musikalischen Familie auf. Ihr Vater schrieb Balladen mit populärer Musik. Im Alter von 7 Jahren begann sie mit dem Klavierunterricht. Sie wurde dann aber zunächst Verkäuferin und studierte nebenbei Gesang an der Washburn University in Topeka, an der University of Kansas in Lawrence (Kansas), an der Northwestern University in Evanston (Illinois) und an der University of Colorado in Boulder (Colorado). 1975 erhielt sie ihr Gesangsdiplom.
Erste Auftritte hatte sie als Konzertsängerin in den USA, u. a. 1974 mit dem Topeka Symphony Orchestra. Nach ihrer Gesangsausbildung und dem Gewinn mehrerer US-Gesangswettbewerbe gehörte sie dem Chicago Symphony Chorus an und übernahm gleichzeitig erste Solopartien in Opernproduktionen. Ihre erste Hauptrolle war der Sextus in La Clemenza di Tito mit dem Chicago Repertoire Theatre. 1979 kam sie mit einem Stipendium erstmals nach Europa, wo sie in Graz ihre Gesangsstudien vertiefte. 1981 gastierte sie mit einer amerikanischen Opern-Truppe beim „Festival Mondial du Théâtre“ in Nancy.
Zur Spielzeit 1982/83 wurde sie nach verschiedenen Vorsingen bei Musikagenten vom damaligen Intendanten Claus Leininger an das Musiktheater im Revier in Gelsenkirchen engagiert, wo sie zahlreiche große Rollen des Sopran-Fachs verkörperte. Richetta Manager war insgesamt 28 Jahre bis 2010 als Solo-Sängerin (Sopran/Mezzosopran) Mitglied des festen Ensembles des Musiktheaters im Revier (MiR) in Gelsenkirchen. Am MiR engagierte sie sich auch im dortigen Betriebsrat.
Am Musiktheater im Revier (MiR) debütierte sie als Atalanta in Xerxes von Händel. Es folgten Rollen wie Figaro-Gräfin, Gräfin Mariza, Giulietta in Hoffmanns Erzählungen und Jenůfa. In der Spielzeit 1986/87 sang sie mit „schlackenlos strahlender Sopran“-[Stimme] die Drusilla in einer Neuproduktion der Monteverdi-Oper Die Krönung der Poppea. Im Mai 1987 übernahm sie in der deutschen Erstaufführung der Oper Der Irrgarten (The Knot Garden) von Michael Tippett die Rolle der gefolterten Revolutionärin Denise, in der sie eine Leistung bot, „die ans Mark ging“. In der Spielzeit 1988/89 folgte die Titelrolle in Alcina. In der Spielzeit 1989/90 sang sie in Neuinszenierungen die Capriccio-Gräfin und die Marie in Die verkaufte Braut.
In der Spielzeit 1990/91 sang Manager mit der Elsa in Lohengrin ihre erste Wagner-Partie.
In der Spielzeit 1991/92 folgten für Manager als Premieren-Rollen die Alice Ford in Falstaff und die Titelheldin in Ariadne auf Naxos.
1995 sang sie am Musiktheater im Revier die Titelrolle in Arabella. In der Spielzeit 1995/96 übernahm sie die Santuzza in einer Neuinszenierung von Cavalleria rusticana. In der Spielzeit 1997/98 war sie die Elisabeth von Valois in einer Don Carlos-Neuproduktion. 1998 übernahm sie in einer Neuinszenierung der Oper Hoffmanns Erzählungen am MiR erneut die Rolle der Giulietta.
Im März 2002 wirkte sie am Musiktheater im Revier als Herodias in der Uraufführung der Oper Das Salome-Prinzip von Enjott Schneider mit. In der Spielzeit 2004/05 übernahm sie die Rolle der Köchin Queenie in einer Inszenierung des Musicals Show Boat. In der Spielzeit 2006/07 war sie der Graf Orlofsky in einer Neuinszenierung der Strauß-Operette Die Fledermaus. In der Spielzeit 2008/09 gehörte sie zur Besetzung des Musicals La Cage aux Folles. 2009 wirkte sie bei der Uraufführung der Eichbaumoper mit. Ihre letzte Premieren-Rolle am Musiktheater im Revier war in der Spielzeit 2009/10 die Marietta in der Oper Die tote Stadt.
Im Mai 2012 nahm sie mit einem Konzert Abschied vom Musiktheater im Revier.
Manager gab zahlreiche Gastspiele im In- und Ausland. Sie gastierte an der Oper Köln (1983), am Theater Hagen (1984), an der Deutschen Oper am Rhein in Düsseldorf (1987), an den Städtischen Bühnen Münster (1987 und 1989), am Opernhaus Nürnberg und in Antwerpen (1988). Im Oktober 1989 wirkte sie in Houston in der Uraufführung der Oper New Year von Michael Tippett mit und gastierte mit der eigens für sie komponierten Rolle der Reagan mit dieser Produktion 1990 auch beim Glyndebourne Festival.
1996 sang sie am Theater Würzburg die Isolde in Tristan und Isolde. Mehrfach war sie, während der kurzlebigen Fusion der Wuppertaler Bühnen und des Musiktheaters im Revier Gelsenkirchen in den Jahren von 1996 bis 2000, am Opernhaus Wuppertal zu Gast: 1996 als Elisabeth von Valois in Don Carlos, 1998 als Senta, 1999 als Marschallin und Salome sowie 2000 als Alice Ford in Falstaff. In der Spielzeit 1998/99 übernahm sie am Opernhaus Wuppertal die Lady Macbeth in einer Macbeth-Neuinszenierung von Annegret Ritzel.
1999 sang sie bei den Eutiner Festspielen die Fidelio-Leonore.
Managers Konzertrepertoire reichte von der Barockmusik (Bach, Händel) bis zur Moderne (Hindemith). Sie sang u. a. die Sopran-Partien in der 9. Sinfonie von Ludwig van Beethoven, in Haydns  Die Schöpfung und in den Bachianas brasileiras von Heitor Villa-Lobos.
Nach ihrem Ausscheiden aus dem Ensemble des MiR im Jahre 2010 widmete sie sich dem Gospel-, Jazz- und Soul-Gesang. Sie engagierte sich in verschiedenen musikalischen Ensembles und Bands und war in Chören ein gern gesehener Star-Gast für Spirituals und Gospels. 2011 sang sie im Duisburger Stadion bei Gedenkfeier für die Opfer des Unglücks bei der Loveparade. In der Spielzeit 2022/23 gehörte sie an der Landesbühne Nord in Wilhelmshaven zur Besetzung des Broadway-Musicals Hairspray.
Richetta Manager stand bis kurz vor ihrem Tod mit ihrer Band auf der Bühne, sehr häufig bei Benefizveranstaltungen. Sie starb im Januar 2024 im Alter von 70 Jahren „nach langer, schwerer Krankheit“ an den Folgen ihrer Krebserkrankung.